# Palmarès des nations à la Coupe du monde de football
 (novembre 2022).
 (novembre 2022).
- Si vous ne connaissez pas le sujet, laissez ce bandeau (vous pouvez alors contacter les auteurs).
- Si vous supprimez le contenu mis en cause (vous pouvez préalablement contacter les auteurs),

argumentez précisément cette suppression dans la page de discussion
(un manque de référence n'est pas un argument ; une recherche réelle de référence doit avoir été effectuée, être formellement documentée).
 (novembre 2022).
Cet article détaille le palmarès de la Coupe du monde de football. Le tenant actuel du titre est l'Argentine vainqueur en 2022, contre la France.

## Palmarès
| Édition | Édition | Pays hôte(s)                  |                      | Finale                      | Finale               | Finale               |             | Petite finale        | Petite finale | Petite finale |
| no      | Année   | Pays hôte(s)                  | Champion             | Score                       | Finaliste            | Troisième            | Score       | Quatrième            |               |               |
| ------- | ------- | ----------------------------- | -------------------- | --------------------------- | -------------------- | -------------------- | ----------- | -------------------- | ------------- | ------------- |
| 1re     | 1930    | Uruguay                       | Uruguay              | 4 – 2                       | Argentine            | États-Unis           | [ a ]       | Yougoslavie          |               |               |
| 2e      | 1934    | Italie                        | Italie               | 2 – 1 (a.p)                 | Tchécoslovaquie      | Allemagne            | 3 – 2       | Autriche             |               |               |
| 3e      | 1938    | France                        | Italie               | 4 – 2                       | Hongrie              | Brésil               | 4 – 2       | Suède                |               |               |
| 4e      | 1950    | Brésil                        | Uruguay              | 2 – 1                       | Brésil               | Suède                | 3 – 1       | Espagne              |               |               |
| 5e      | 1954    | Suisse                        | Allemagne de l'Ouest | 3 – 2                       | Hongrie              | Autriche             | 3 – 1       | Uruguay              |               |               |
| 6e      | 1958    | Suède                         | Brésil               | 5 – 2                       | Suède                | France               | 6 – 3       | Allemagne de l'Ouest |               |               |
| 7e      | 1962    | Chili                         | Brésil               | 3 – 1                       | Tchécoslovaquie      | Chili                | 1 – 0       | Yougoslavie          |               |               |
| 8e      | 1966    | Angleterre                    | Angleterre           | 4 – 2 (a.p)                 | Allemagne de l'Ouest | Portugal             | 2 – 1       | Union soviétique     |               |               |
| 9e      | 1970    | Mexique                       | Brésil               | 4 – 1                       | Italie               | Allemagne de l'Ouest | 1 – 0       | Uruguay              |               |               |
| 10e     | 1974    | Allemagne de l'Ouest          | Allemagne de l'Ouest | 2 – 1                       | Pays-Bas             | Pologne              | 1 – 0       | Brésil               |               |               |
| 11e     | 1978    | Argentine                     | Argentine            | 3 – 1 (a.p)                 | Pays-Bas             | Brésil               | 2 – 1       | Italie               |               |               |
| 12e     | 1982    | Espagne                       | Italie               | 3 – 1                       | Allemagne de l'Ouest | Pologne              | 3 – 2       | France               |               |               |
| 13e     | 1986    | Mexique                       | Argentine            | 3 – 2                       | Allemagne de l'Ouest | France               | 4 – 2 (a.p) | Belgique             |               |               |
| 14e     | 1990    | Italie                        | Allemagne de l'Ouest | 1 – 0                       | Argentine            | Italie               | 2 – 1       | Angleterre           |               |               |
| 15e     | 1994    | États-Unis                    | Brésil               | 0 – 0 (a.p) (t.a.b : 3 - 2) | Italie               | Suède                | 4 – 0       | Bulgarie             |               |               |
| 16e     | 1998    | France                        | France               | 3 – 0                       | Brésil               | Croatie              | 2 – 1       | Pays-Bas             |               |               |
| 17e     | 2002    | Corée du Sud et Japon         | Brésil               | 2 – 0                       | Allemagne            | Turquie              | 3 – 2       | Corée du Sud         |               |               |
| 18e     | 2006    | Allemagne                     | Italie               | 1 – 1 (a.p) (t.a.b : 5 - 3) | France               | Allemagne            | 3 – 1       | Portugal             |               |               |
| 19e     | 2010    | Afrique du Sud                | Espagne              | 1 – 0 (a.p)                 | Pays-Bas             | Allemagne            | 3 – 2       | Uruguay              |               |               |
| 20e     | 2014    | Brésil                        | Allemagne            | 1 – 0 (a.p)                 | Argentine            | Pays-Bas             | 3 – 0       | Brésil               |               |               |
| 21e     | 2018    | Russie                        | France               | 4 – 2                       | Croatie              | Belgique             | 2 – 0       | Angleterre           |               |               |
| 22e     | 2022    | Qatar                         | Argentine            | 3 – 3 (a.p) (t.a.b : 4 - 2) | France               | Croatie              | 2 – 1       | Maroc                |               |               |
| 23e     | 2026    | Canada, États-Unis et Mexique |                      |                             |                      |                      |             |                      |               |               |
| 24e     | 2030    | Espagne, Portugal et Maroc    |                      |                             |                      |                      |             |                      |               |               |
| 25e     | 2034    | Arabie Saoudite               |                      |                             |                      |                      |             |                      |               |               |

## Bilan

### Par nation
Le tableau suivant présente le bilan par nation ayant atteint au moins une fois le dernier carré.
| Rang | Équipe           | Médaille d'or, Coupe du Monde | Médaille d'argent, Coupe du Monde | Médaille de bronze, Coupe du Monde | 4e | Édition(s) gagnée(s)           | Édition(s) perdue(s)   | Participations |
| ---- | ---------------- | ----------------------------- | --------------------------------- | ---------------------------------- | -- | ------------------------------ | ---------------------- | -------------- |
| 1    | Brésil           | 5                             | 2                                 | 2                                  | 2  | 1958, 1962, 1970, 1994 et 2002 | 1950, 1998             | 22             |
| 2    | Allemagne        | 4                             | 4                                 | 4                                  | 1  | 1954, 1974, 1990 et 2014       | 1966, 1982, 1986, 2002 | 20             |
| 3    | Italie           | 4                             | 2                                 | 1                                  | 1  | 1934, 1938, 1982 et 2006       | 1970, 1994             | 18             |
| 4    | Argentine        | 3                             | 3                                 | -                                  | -  | 1978, 1986 et 2022             | 1930, 1990, 2014       | 18             |
| 5    | France           | 2                             | 2                                 | 2                                  | 1  | 1998 et 2018                   | 2006, 2022             | 16             |
| 6    | Uruguay          | 2                             | -                                 | -                                  | 3  | 1930 et 1950                   | -                      | 14             |
| 7    | Angleterre       | 1                             | -                                 | -                                  | 2  | 1966                           | -                      | 16             |
| 8    | Espagne          | 1                             | -                                 | -                                  | 1  | 2010                           | -                      | 16             |
| 9    | Pays-Bas         | -                             | 3                                 | 1                                  | 1  | -                              | 1974, 1978, 2010       | 11             |
| 10   | Hongrie          | -                             | 2                                 | -                                  | -  | -                              | 1938, 1954             | 9              |
| 11   | Tchécoslovaquie  | -                             | 2                                 | -                                  | -  | -                              | 1934, 1962             | 8              |
| 12   | Suède            | -                             | 1                                 | 2                                  | 1  | -                              | 1958                   | 12             |
| 13   | Croatie          | -                             | 1                                 | 2                                  | -  | -                              | 2018                   | 6              |
| 14   | Pologne          | -                             | -                                 | 2                                  | -  | -                              |                        | 9              |
| 15   | Belgique         | -                             | -                                 | 1                                  | 1  | -                              |                        | 14             |
| 16   | Portugal         | -                             | -                                 | 1                                  | 1  | -                              |                        | 8              |
| 17   | Autriche         | -                             | -                                 | 1                                  | 1  | -                              |                        | 7              |
| 18   | États-Unis       | -                             | -                                 | 1                                  | -  | -                              |                        | 11             |
| 19   | Chili            | -                             | -                                 | 1                                  | -  | -                              |                        | 9              |
| 20   | Turquie          | -                             | -                                 | 1                                  | -  | -                              |                        | 2              |
| 21   | Yougoslavie      | -                             | -                                 | -                                  | 2  | -                              |                        | 8              |
| 22   | Corée du Sud     | -                             | -                                 | -                                  | 1  | -                              |                        | 11             |
| 23   | Union soviétique | -                             | -                                 | -                                  | 1  | -                              |                        | 7              |
| 24   | Bulgarie         | -                             | -                                 | -                                  | 1  | -                              |                        | 7              |
| 25   | Maroc            | -                             | -                                 | -                                  | 1  | -                              |                        | 6              |

| Rang | Équipe     | Participation | 1930                              | 1934                               | 1938                               | 1950                              | 1954                          | 1958                               | 1962                          | 1966                              | 1970                               | 1974                          | 1978                               | 1982                              | 1986                               | 1990                               | 1994                              | 1998                              | 2002                              | 2006                               | 2010                               | 2014                              | 2018                          | 2022                              |
| ---- | ---------- | ------------- | --------------------------------- | ---------------------------------- | ---------------------------------- | --------------------------------- | ----------------------------- | ---------------------------------- | ----------------------------- | --------------------------------- | ---------------------------------- | ----------------------------- | ---------------------------------- | --------------------------------- | ---------------------------------- | ---------------------------------- | --------------------------------- | --------------------------------- | --------------------------------- | ---------------------------------- | ---------------------------------- | --------------------------------- | ----------------------------- | --------------------------------- |
| 1    | Brésil     | 22            | 6                                 | 14                                 | Médaille de bronze, Coupe du Monde | Médaille d'argent, Coupe du Monde | 5                             | Médaille d'or, Coupe du Monde      | Médaille d'or, Coupe du Monde | 11                                | Médaille d'or, Coupe du Monde      | 4                             | Médaille de bronze, Coupe du Monde | 5                                 | 5                                  | 9                                  | Médaille d'or, Coupe du Monde     | Médaille d'argent, Coupe du Monde | Médaille d'or, Coupe du Monde     | 5                                  | 6                                  | 4                                 | 6                             | 7                                 |
| 2    | Allemagne  | 20            | -                                 | Médaille de bronze, Coupe du Monde | 10                                 | -                                 | Médaille d'or, Coupe du Monde | 4                                  | 6                             | Médaille d'argent, Coupe du Monde | Médaille de bronze, Coupe du Monde | Médaille d'or, Coupe du Monde | 5                                  | Médaille d'argent, Coupe du Monde | Médaille d'argent, Coupe du Monde  | Médaille d'or, Coupe du Monde      | 5                                 | 7                                 | Médaille d'argent, Coupe du Monde | Médaille de bronze, Coupe du Monde | Médaille de bronze, Coupe du Monde | Médaille d'or, Coupe du Monde     | 22                            | 17                                |
| 3    | Italie     | 18            | -                                 | Médaille d'or, Coupe du Monde      | Médaille d'or, Coupe du Monde      | 7                                 | 10                            | -                                  | 9                             | 9                                 | Médaille d'argent, Coupe du Monde  | 10                            | 4                                  | Médaille d'or, Coupe du Monde     | 12                                 | Médaille de bronze, Coupe du Monde | Médaille d'argent, Coupe du Monde | 5                                 | 15                                | Médaille d'or, Coupe du Monde      | 26                                 | 22                                | -                             | -                                 |
| 4    | Argentine  | 18            | Médaille d'argent, Coupe du Monde | 9                                  | -                                  | -                                 | -                             | 13                                 | 10                            | 5                                 | -                                  | 7                             | Médaille d'or, Coupe du Monde      | 11                                | Médaille d'or, Coupe du Monde      | Médaille d'argent, Coupe du Monde  | 10                                | 6                                 | 18                                | 6                                  | 5                                  | Médaille d'argent, Coupe du Monde | 16                            | Médaille d'or, Coupe du Monde     |
| 5    | France     | 16            | 7                                 | 9                                  | 6                                  | -                                 | 11                            | Médaille de bronze, Coupe du Monde | -                             | 13                                | -                                  | -                             | 12                                 | 4                                 | Médaille de bronze, Coupe du Monde | -                                  | -                                 | Médaille d'or, Coupe du Monde     | 28                                | Médaille d'argent, Coupe du Monde  | 29                                 | 7                                 | Médaille d'or, Coupe du Monde | Médaille d'argent, Coupe du Monde |
| 6    | Uruguay    | 14            | Médaille d'or, Coupe du Monde     | -                                  | -                                  | Médaille d'or, Coupe du Monde     | 4                             | -                                  | 12                            | 7                                 | 4                                  | 13                            | -                                  | -                                 | 16                                 | 16                                 | -                                 | -                                 | 26                                | -                                  | 4                                  | 12                                | 5                             | 20                                |
| 7    | Angleterre | 16            | -                                 | -                                  | -                                  | 8                                 | 6                             | 11                                 | 8                             | Médaille d'or, Coupe du Monde     | 8                                  | -                             | -                                  | 6                                 | 8                                  | 4                                  | -                                 | 9                                 | 6                                 | 7                                  | 13                                 | 26                                | 4                             | 6                                 |
| 8    | Espagne    | 16            | -                                 | 5                                  | -                                  | 4                                 | -                             | -                                  | 13                            | 10                                | -                                  | -                             | 10                                 | 12                                | 7                                  | 10                                 | 8                                 | 17                                | 5                                 | 9                                  | Médaille d'or, Coupe du Monde      | 23                                | 10                            | 13                                |

### Par confédérations
Le tableau suivant présente par confédérations un bilan avec le nombre de victoires, de deuxièmes, de troisièmes et de quatrièmes places en Coupe du monde d’une équipe de la confédération.
Les confédérations européenne et nord-américaines ont été créées respectivement en 1954 et en 1961. Le tableau intègre les résultats qui précèdent 1954 et 1961 obtenus par des équipes de ces deux continents dans le bilan respectif des deux confédérations.
| Rang | Confédération                                       | Médaille d'or, Coupe du Monde | Médaille d'argent, Coupe du Monde | Médaille de bronze, Coupe du Monde | 4e | Éditions remportées                                                      | Nombre d’éditions organisées | Editions organisées                                                    | Nombre d’éditions organisées et gagnée(s) | Editions organisées et gagnée(s)                            |
| ---- | --------------------------------------------------- | ----------------------------- | --------------------------------- | ---------------------------------- | -- | ------------------------------------------------------------------------ | ---------------------------- | ---------------------------------------------------------------------- | ----------------------------------------- | ----------------------------------------------------------- |
| 1    | UEFA (Europe)                                       | 12                            | 17                                | 18                                 | 15 | 1934, 1938, 1954, 1966, 1974, 1982, 1990, 1998, 2006, 2010, 2014 et 2018 | 11                           | 1934, 1938, 1954,1958, 1966, 1974, 1982, 1990,1998, 2006, 2018 et 2030 | 10                                        | 1934, 1938, 1954, 1966, 1974, 1982, 1990,1998, 2006 et 2018 |
| 2    | CONMEBOL (Amérique du Sud)                          | 10                            | 5                                 | 3                                  | 5  | 1930, 1950, 1958, 1962, 1970, 1978, 1986, 1994, 2002 et 2022             | 5                            | 1930, 1950, 1962,1978 et 2014                                          | 4                                         | 1930, 1950, 1962,1978                                       |
| 3    | CONCACAF (Amérique du Nord et centrale et Caraïbes) | 0                             | 0                                 | 1                                  | 0  |                                                                          | 3                            | 1970, 1986, 1994 et 2026                                               | 0                                         |                                                             |
| 4    | AFC (Asie)                                          | 0                             | 0                                 | 0                                  | 1  |                                                                          | 2                            | 2002, 2022, 2034                                                       | 0                                         |                                                             |
| 5    | CAF (Afrique)                                       | 0                             | 0                                 | 0                                  | 1  |                                                                          | 1                            | 2010, 2030                                                             | 0                                         |                                                             |
| 6    | OFC (Océanie)                                       | 0                             | 0                                 | 0                                  | 0  |                                                                          | 0                            |                                                                        | 0                                         |                                                             |